# Tor San Giovanni
Tor San Giovanni è la quinta zona di Roma nell'Agro romano, indicata con Z. V.
Il toponimo indica anche la zona urbanistica 4O del Municipio Roma III di Roma Capitale.
Prende il nome da una torre medievale posta nella riserva naturale della Marcigliana.

## Geografia fisica

### Territorio
Si trova nell'area nord-est del comune, a ridosso del confine con i comuni di Fonte Nuova e Guidonia Montecelio, sul lato ovest della via Nomentana.
La zona confina:
- a nord-ovest con la zona Z. III Marcigliana[1]
- a est con i comuni di Fonte Nuova e di Guidonia Montecelio
- a sud-est con la zona Z. VI Settecamini[2]
- a sud-ovest con la zona Z. IV Casal Boccone[3]

Gran parte della zona urbanistica si estende sulla zona Z. III Marcigliana e confina:
- a nord-est con i comuni di Riano e Monterotondo
- a sud con la zona urbanistica 5I Sant'Alessandro
- a sud-ovest con la zona urbanistica 4N Bufalotta
- a ovest con la zona urbanistica 20L Prima Porta

## Monumenti e luoghi d'interesse

### Architetture civili
- Tor San Giovanni, presso il fosso Le Spallette di S. Margherita. Torre medioevale. 41.996815°N 12.581873°E
- Casale Capobianco, su via Nomentana. Casali medioevali. 41.971001°N 12.610002°E
- Casale Olevano, presso via di Tor San Giovanni. Casali del XV secolo. 41.989641°N 12.590834°E
- Casale Coazzo, su via della Cesarina. Casali del XVI secolo. 41.961975°N 12.583424°E
- Casale Cesarina, su via della Cesarina. Casali del XVII secolo. 41.97312°N 12.58704°E

### Architetture religiose

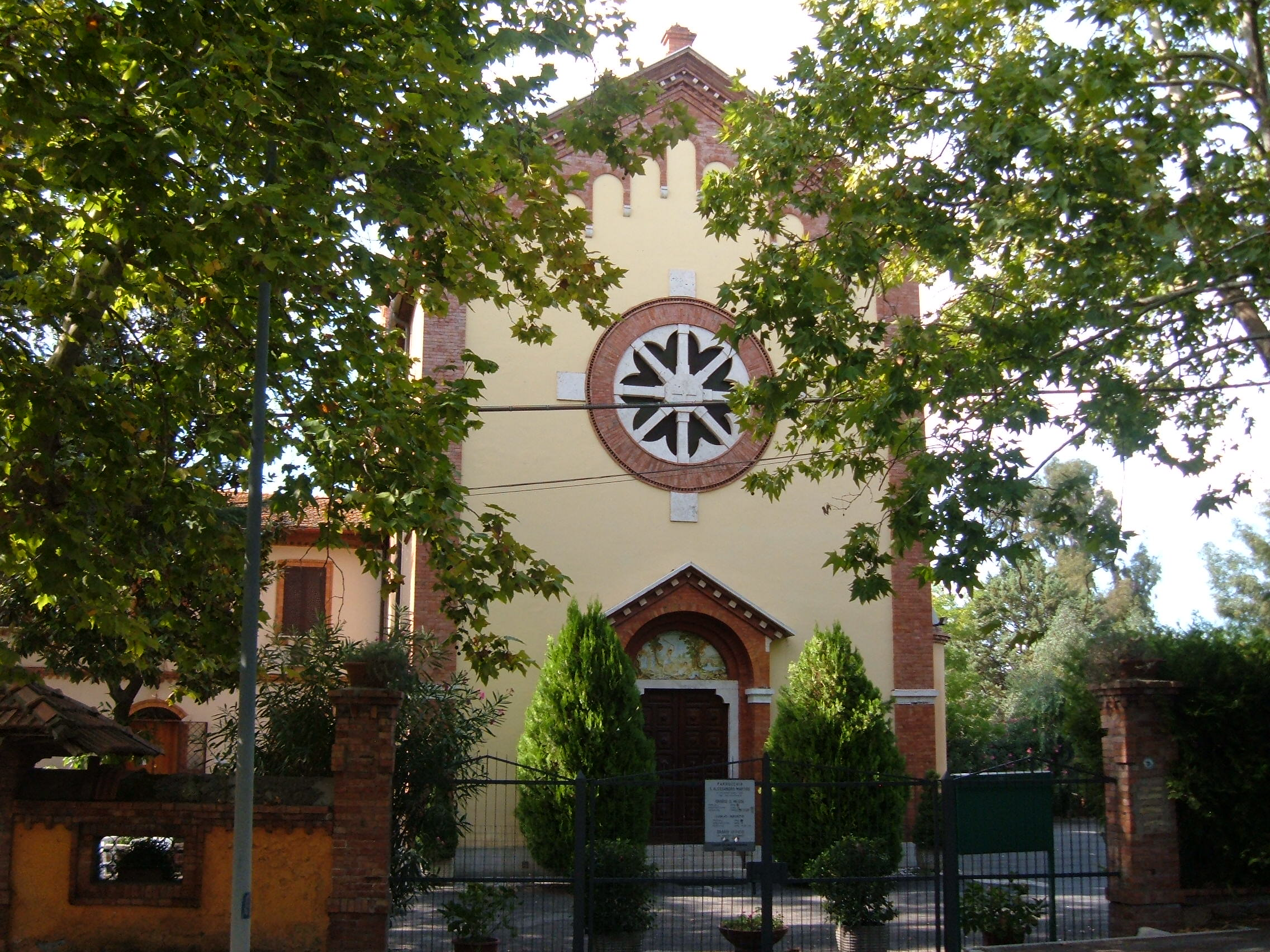
La chiesa di S. Alessandro sulla via Nomentana

- Chiesa di Sant'Alessandro, su via Nomentana. Chiesa del XX secolo. 41.962639°N 12.59366°E

Parrocchia eretta il 16 giugno 1928 con il decreto del cardinale vicario Basilio Pompilj "Cum Summus Pontifex".
- Chiesa di San Domenico di Guzmán, su via Vincenzo Marmorale. Chiesa del XX secolo.

### Siti archeologici
- Breve tratto del basolato della antica via Nomentana. 41.959126°N 12.585673°E
- Villa di Cinquina, fra via della Bufalotta e via di Tor San Giovanni. Villa del I secolo a.C.[4] 41.984121°N 12.561262°E
- Mausoleo di Cinquina, presso via Carmelo Maravigna. Sepolcro dell'età imperiale. 41.984147°N 12.562727°E
- Torraccio di Capobianco o Torre Castiglione, su via Nomentana. Sepolcro dell'età imperiale. 41.967631°N 12.600849°E
- Resti della chiesa di Santo Stefano alla Marcigliana, nella riserva naturale della Marcigliana. Chiesa medioevale. 41.988669°N 12.607619°E

### Aree naturali
- Riserva naturale della Marcigliana

## Geografia antropica

### Urbanistica
Nel territorio della zona di Tor San Giovanni si estende l'area sud dell'omonima zona urbanistica 4O.

### Suddivisioni storiche
Del territorio della zona di Tor San Giovanni fa parte la parte nord dell'area extraurbana di Sant'Alessandro.